# Вазописец белых лиц
Вазописец белых лиц (англ. Whiteface Painter, нем. Weissgesicht-Maler) — анонимный греческий вазописец, работал в Капуе в 4 веке до н. э. в краснофигурной технике. Считается однм из основателей группы вазописцев «AV». Типичной чертой его работ является использование белого цвета в изображении женских лиц, откуда происходит условное имя мастера.
Известна краснофигурная амфора датированная около 330 до н. э. На её стороне А изображена женщина с подчеркнутым белым цветом лица, одетая в хитон с поясом. Кроме того, на ней пышные браслеты, дискообразные серьги, бисерное ожерелье. В левой руке она держит шкатулку, а в правой — венок. На стороне В амфоры изображена фигура мужчины в гиматии.
Авторству вазописца белых лиц также приписывается колоколовидный кратер, на стороне А которого изображена танцующая Менада в хитоне, она играет на бубне и движется в танце, оглядываясь на сатира в вышитой бисером нагрудной ленте и лавровом венке.